# Ready for Romance
Albums de Modern Talking
Let's Talk About Love
(1985) In the Middle of Nowhere
(1986)
Singles
Ready for Romance est le 3e album du groupe allemand Modern Talking sorti le 26 mai 1986. Cet album contient le titre Brother Louie, l'un des titres du groupe les plus connus en France, et également le seul titre des Modern Talking à être entré dans le Top 50 anglais.
L'édition anglaise de cet album contenait 12 titres (incluant en plus You're My Heart, You're My Soul et Cheri Cheri Lady).

## Titres
1. Brother Louie - 3:41
2. Just We Two (Mona Lisa) - 3:54
3. Lady Lai - 4:55
4. Doctor for my Heart - 3:16
5. Save Me - Don't Break Me - 3:45
6. Atlantis Is Calling (S.O.S. for Love) - 3:48
7. Keep Love Alive - 3:25
8. Hey You - 3:20
9. Angie's Heart - 3:37
10. Only Love Can Break my Heart - 3:35